# Puszcza nad Gwdą
Puszcza nad Gwdą – zwarty kompleks leśny o powierzchni ok. 600 km² położony na terenie Pojezierza Wałeckiego, głównie w północnej części województwa wielkopolskiego, na północ od Piły i w południowej części województwa pomorskiego. 
Puszcza składa się z dwóch kompleksów leśnych:
- północny sięga od górnej Gwdy do górnej Brdy, od miasta Czarne, gdzie znajduje się rezerwat cisów po okolice wsi Przechlewo z rezerwatem kormoranów;
- południowy rozciąga się pomiędzy Wałczem a Jastrowiem.

Oba kompleksy są połączone wąskim pasem lasu nad Gwdą ciągnącego się od Jastrowia ku północy przez Lędyczek do Czarnego. Na południe puszcza ciągnie się po ujście Gwdy do Noteci.